# Humberto Gándara Muñoz
Humberto Gándara Muñoz (n. 19 de enero de 1983, Pachuca de Soto, Hidalgo, México) es un directivo deportivo mexicano, actual Director Internacional de Grupo Pachuca. Su trayectoria profesional abarca más de dos décadas en áreas de comunicación institucional, marketing deportivo, gestión logística y relaciones internacionales, con participación en torneos organizados por la FIFA y en diversos campeonatos nacionales e internacionales.

### Trayectoria
Gándara inició su vínculo con el Club Pachuca en 1999 como becario, desempeñando posteriormente funciones administrativas en la naciente Universidad del Fútbol. En 2001 se integró al área de comunicación del club, participando en la elaboración de publicaciones institucionales como Corresponsal Tuzo y Tuzoccer Magazine. En años posteriores asumió responsabilidades en mercadotecnia y redes sociales, donde desarrolló conceptos como “Tío Tuzo” y campañas digitales dirigidas a la afición.    
Entre 2018 y 2022 se desempeñó como Secretario Técnico (Team Manager) del primer equipo del Club Pachuca. ==   
Ha colaborado en medios como el diario Milenio (periódico), donde publicó columnas bajo el título #adoptaunmillenial, abordando temas generacionales.
En julio de 2023 fue nombrado Director Internacional de Grupo Pachuca por Jesús Martínez Patiño, presidente del grupo, en conjunto con Pedro Cedillo Martínez como vicepresidente internacional. Desde esta área se coordina la estrategia global y representación institucional de los pilares del grupo: Club Pachuca, Club León, Everton de Viña del Mar, Real Oviedo y la Universidad del Fútbol, entre otras unidades de negocio.       

### Participación en torneos internacionales
Gándara ha formado parte de delegaciones oficiales en los siguientes torneos:
Copa Mundial de Clubes de la FIFA: 2007, 2008, 2010, 2017 , 2023, 2025
Copa Intercontinental FIFA: 2024 
Concacaf Champions Cup: 2002, 2007, 2008, 2010, 2017, 2024
Copa Sudamericana: 2006

### Legado institucional
Su trabajo ha contribuido a la internacionalización de Grupo Pachuca. Ha impulsado proyectos de expansión territorial y formación deportiva en Estados Unidos, en colaboración con clubes como San Antonio Corinthians. 